# ピーコ
ピーコ（1945年〈昭和20年〉1月18日 - 2024年〈令和6年〉9月3日）は、日本のタレント、ファッション評論家・ジャーナリスト、シャンソン歌手である。本名は杉浦 克昭（すぎうら かつあき）。
映画評論家のおすぎは一卵性双生児の弟で、ともにデビュー時から同性愛者であることを公表し、そのキャラクターを活かしてタレント、コメンテーターとして活躍していた。兄弟姉妹は双子の弟のおすぎの他に姉が2人いる。ピーコの名付け親は永六輔。

## 人物
横浜市立桜丘高等学校を経て、文化服装学院研究専門部卒業。
主にタレント及びファッション評論家として活動するが、シャンソン歌手としても活動。活動は多くはないがCDを出したり、コンサートも行っていた。

### 生い立ち
高校卒業後には横浜トヨペットに入社したが、電飾工場への転職を経て、1964年（昭和39年）にサンヨーレインコートに入社した。24歳の時、「今後ファッションの仕事をしていくには基本から勉強しなくてはいけない。素材やデザインなどにも精通していなければプロとは言えない」「（シャンソン歌手の）イブニングドレスが作りたい」との気持ちから、弟・おすぎが阿佐ヶ谷美術専門学校を卒業・広告代理店に就職したのを機に、サンヨーレインコートを退職して、文化服装学院のデザイン科に入学した。

### 芸能界
芸能界との関係は26歳の時、弟を通じて裏方としてドラマ衣装の製作を頼まれたのが最初である。1975年（昭和50年）、おすぎと共に、双子のオカマコンビ、「おすぎとピーコ」としてテレビ・ラジオデビューした。
これまで出演した番組の中でも長いのは「辛口ピーコのファッションチェック」で、TBSの『3時にあいましょう』に始まり『スーパーワイド』、フジテレビの『ビッグトゥデイ』や、後に司会を務めた同局の『2時のホント』、その番組終了後は再びTBSに戻り『ジャスト』、そしてフジテレビの『F2スマイル』へと、局をまたいでコーナーが引き継がれている。毎日放送（近畿広域圏におけるTBS系列の準基幹局）制作のテレビ番組にも、2005年度の『っちゅ～ねん!』からパネラーとしてレギュラーで出演。同番組が終了した2006年4月から『ちちんぷいぷい』へ異動すると、2021年3月中旬に最終回を迎えるまで、月1 - 2回のペースで生放送への出演を続けていた。
1989年（平成元年）、悪性黒色腫の診断を受けて左眼を摘出し、義眼を挿入した。その頃から、トレードマークとなっている黄色いレンズの眼鏡をかけるようになったが、この病歴から公共広告機構（現：ACジャパン）の『アイバンク』のCMにも出演した。おすぎ経由でドレスを作って以来の大親友である女優、吉行和子は、ピーコの癌治療の際、東京から小田原の病院まで毎日お見舞いに通っていたという。手術以降、ヒットする仕事が無い時期もあったピーコであるが、『SMAP×SMAP』で中居正広が自身のパロディキャラクター「ヒーコ」を演じたことから再び人気となった。
2008年（平成20年）の時点では、月曜日の午前中に『とくダネ!』（フジテレビ）へ出演した後に、新幹線で大阪に移動。夕方から『FNNスーパーニュースアンカー』（関西テレビ）でコメンテーターを務めていた。そのまま大阪で1泊すると、翌日（火曜日）の15:00から『ちちんぷいぷい』へ3時間近くにわたって出演。通常は本番終了後に東京へ直帰していたが、年度下半期（ナイターオフ期間）には、『上泉雄一の発信!UWAらじお』（MBSラジオで夜間に放送されていた生ワイド番組）にも月に1回のペースで出演していた。『ちちんぷいぷい』では後に『ピーコ&ナジャの声出ちゃってごめんなさい』（木曜日に不定期で放送されるナジャ・グランディーバとの関西ロケ企画）にも登場しているが、同種の情報番組と違って「ファッションチェック」を披露することはほとんどない。

### 芸能活動休業
70代に入ってからも精力的に芸能活動を行っていたが、2021年夏頃からおすぎに認知症の兆しが見られ、おすぎはレギュラー番組を降板し芸能活動を休業。弟の身を案じたピーコはおすぎと同居を始めた。しかし、この同居生活を機に兄弟仲が再び悪化。ピーコにも認知症の症状の一つである思い込みと妄想癖の症状が現れたため、2022年2月に同居生活を解消した。おすぎは要介護認定を受け、横浜市の高齢者施設に入居した。
ピーコは2022年3月にローカル番組『ただいま!テレビ』（テレビ静岡）に出演したのを最後に芸能活動は行っていない。先立って2021年春頃に事務所を閉鎖し清算手続きを完了していた。おすぎとの同居解消後は一人暮らしをしており、以後2人はお互いの消息を知らない状態となった。
2022年4月、ピーコは『女性セブン』の取材に応じた際に「おすぎ？ おすぎはもう死にました」と答えた。2023年3月下旬に再び女性セブンからの取材に応じていたが、この際にも「おすぎはもう死んだのよ」と繰り返した。2023年4月にピーコが同年3月下旬から自宅から姿を消し行方不明になっていると『週刊女性』が報道した。この報道後、『爆報! THE フライデー』（TBS）のスタッフがピーコとおすぎの親しい関係者と連絡を取り、ピーコが高齢者施設に入所していることが確認できたと、同月の『サンデージャポン』（TBS）で報じられた。

### 死去
2024年9月3日、敗血症による多臓器不全のため、神奈川県内の病院で死去した。79歳没。訃報は同年10月20日に明らかになった。ピーコの最晩年は先述の通り、認知症の進行も進んだことで行政担当者と代理人弁護士の判断もあり、高齢者施設に入居。その後、同年8月に体調を崩して入院していた。
葬儀は近親者により済まされた。喪主はおすぎが務めたとされているが、複数のメディア記事によれば、おすぎも認知症で高齢者施設に入居していることなどから、葬儀に参列できなかったとされる。

## その他のエピソード
- “ピーコ”の名は、サンヨーレインコート時代の倉庫での作業時のお喋りが多く、「ピーピーうるさいぞピーコ!!」と言われたのが契機。
- 遅刻することを嫌うため、仕事先へ車で移動する事を一切せず、地下鉄や電車等の公共交通機関を利用している。
- 好きなブランドはコムデギャルソン。
- 芸能界以外の世界の女友達も多い。これらについてはピーコの著書に詳しく書かれている。
- 2005年3月、「マガジン9条」発起人となった[16]。ただし、おすぎ共々番組出演の際には基本的に政治的な発言はほとんどしない。東郷健など、LGBTの権利を主張する人物や団体とも距離を置いている。実際ピーコは「選挙演説は凄い事を言っているとは思うけど、あの人の戦いはすっごく敵を一杯作る戦いで、自分から作っていった戦いだからね。猥褻の事から警察とか権力への事とか。ああ言う人が大事だったのかどうかって評価するかどうかは別にして、そう言う人が刀が尽き、矢が折れて敗北して亡くなっていった。だから、私達の様なオネエと言われるオカマも“ああ、ああいう人もいたんだなあ。”って後で思い出されるくらいで丁度いいと思うの。」と、東郷とは一線を画した立場にあった事を発言している[17][注 4]。
- 更に彼らと同じLGBTの当事者である美輪明宏はおすぎが口にする「どうせ私たちはオカマだから」と言う物言いに対し、「自分は同性愛に対する偏見に対して闘ってきたのに、あの二人（おすぎとピーコ）はテレビで、偏見に満ちた蔑称である“オカマ”という言葉を自分達から連呼して、あえて笑われ者になる事で、同性愛者への偏見を助長している。折角同性愛が市民権を得てきたのに、歴史が逆戻りする事になる。その根性が実に卑しい。消えてしまえばいい。この、馬鹿者どもが！」と厳しく批判、「昔はコンサートや舞台公演等に招待していたが、今は絶縁している」と語り、ある時期から会っていない事を公表している[18][注 5]。
- またおすぎとピーコと交流や共演経験があった美川憲一は、芸能活動休業後の2人の様子に関する一連の報道を受け、「今は昔に比べて“オカマ”なんかにも理解が進んできたけど、昭和の時代は“男は男らしく、女は女らしく”。その中でくじけずに頑張ってきたことはすごいことだと思います」と語っている。美川がシャンソンを歌うことについてテレビ番組でおすぎに面と向かって悪態をつかれたこともあり、その後シャンソンを始めたピーコが美川のもとにあいさつに訪れ、おすぎの言動を謝罪。美川は水に流しピーコを激励したという[20]。
- 兄弟は他に姉が2人いる[注 6]。

## 出演

### テレビ番組
報道・情報・ワイドショー番組
| 期間          | 期間          | 番組名                                        | 役職                                                   |
| ------------- | ------------- | --------------------------------------------- | ------------------------------------------------------ |
| 1982年4月1日  | 1999年3月31日 | おはよう!ナイスデイ→ナイスデイ（フジテレビ）  | コメンテーター                                         |
| 開始時期不明  | 1992年9月     | 3時にあいましょう（TBSテレビ）                | 金曜日コーナー『辛口ピーコのファッションチェック』担当 |
| 1988年4月4日  | 1993年9月30日 | TIME3 タイム・スリー（フジテレビ）            | コメンテーター                                         |
| 1993年10月1日 | 1994年9月30日 | タイムアングル（フジテレビ）                  | コメンテーター                                         |
| 1993年10月5日 | 2008年6月24日 | 痛快!エブリデイ（関西テレビ）                 | 火曜日レギュラー出演                                   |
| 1994年10月3日 | 2012年3月30日 | のりゆきのトークDE北海道（北海道文化放送）    | ゲストコメンテーター                                   |
| 1995年10月2日 | 1999年3月31日 | ビッグトゥデイ（フジテレビ）                  | コメンテーター兼曜日別コーナー担当                     |
| 1999年4月1日  | 2012年9月28日 | 情報プレゼンター とくダネ!（フジテレビ）      | コメンテーター                                         |
| 1999年4月1日  | 2000年3月31日 | 2時のホント（フジテレビ）                     | 司会兼コメンテーター                                   |
| 2000年4月     | 2005年3月     | ジャスト（TBSテレビ）                         | 金曜日コメンテーター                                   |
| 2001年4月     | 2024年8月頃   | アサデス（九州朝日放送）                      | 不定期出演                                             |
| 2005年4月     | 2006年3月     | っちゅ〜ねん!（毎日放送）                     | 火曜日レギュラー出演                                   |
| 2005年4月     | 2024年8月頃   | 5時に夢中!（TOKYOMX）                         | ゲストコメンテーター                                   |
| 2005年4月8日  | 2005年9月30日 | F2スマイル（フジテレビ）                      | 金曜日コーナー『辛口ピーコのファッションチェック』担当 |
| 2006年4月3日  | 2009年3月23日 | FNNスーパーニュースアンカー（関西テレビ）     | 月曜日コメンテーター                                   |
| 2006年4月     | 2021年3月     | ちちんぷいぷい（毎日放送）                    | 木曜日パネラー出演                                     |
| 2010年4月     | 2024年8月頃   | 今日ドキッ!（北海道放送）                     | 不定期出演                                             |
| 2011年4月13日 | 2021年6月25日 | ピーコ&兵動のピーチケ・パーチケ（関西テレビ） | レギュラー出演                                         |
| 2013年4月5日  | 2020年3月26日 | スイッチ!（東海テレビ）                       | 金曜日→木曜日コメンテーター                            |
| 2019年7月5日  | 2022年3月30日 | ただいま!テレビ（テレビ静岡）                 | 金曜日→水曜日コメンテーター                            |

バラエティ番組・その他
- たかじんONEMAN（MBS）
- 100%キャイ〜ン!（フジテレビ）
- ものまね王座決定戦（フジテレビ） - 審査員（おすぎとピーコとして）
- おすぎとピーコの本ビニエンス（テレビ朝日）
- おすぎとピーコの金持ちA様×貧乏B様（日本テレビ系）
  - 金持ちA様×億億億億年収一億円とお見合いするぞー!スペシャル（日本テレビ系）
  - 金のA様×銀のA様（日本テレビ） 2006年6月終了
- おすピー&ロンブーの起きなさいよッ!!（フジテレビ）
- キョウトクチュール（KBS京都）
- ランキンの楽園（毎日放送）金曜日
- 森田一義アワー 笑っていいとも!（フジテレビ、2000年10月 - 2011年3月） 水曜日（おすぎと共演）
  - 笑っていいとも!増刊号（フジテレビ） 日曜日
- BACK-UP!（フジテレビ）
- 爆笑おすピー大問題!!（フジテレビ）
- ワイドショー女子会（TBSテレビ）
- BSフジプラチナサンデー（BSフジ) - 番組ホスト
- 草彅・おすぎとピーコの女子アナスペシャル
- 鶴瓶・ピーコのいつものあそこで!?（フジテレビ、2002年1月4日）
  - 鶴瓶・ピーコ・晴彦のいつものあそこで…（フジテレビ、2003年1月4日）
- 飛び出せ!チェリーズ おすぎとピーコSP（2003年1月2日、フジテレビ）
- おすピーのシネバラ!（チャンネルNECO）
- 汐留おすピ座（2006年1月21日、日本テレビ）
- ふんづけてやるっ!（フジテレビ、2013年4月2日）

### ラジオ番組
- クロスオーバーイレブン 第2部（NHK-FM、1988年4月 - 1993年3月） - 月第1週のみ
- 久米宏の土曜ワイドラジオTOKYO （TBSラジオ、おすぎとピーコの週末情報を担当、1978年4月 - 1985年3月）
- ハイヤングKYOTO（KBS京都、1981年4月 - 1983年3月）
- 土曜ワイドラジオTOKYO 永六輔その新世界（TBSラジオ） - 常連ゲスト
- 六輔七転八倒九十分（TBSラジオ）
- いち・にの三太郎〜赤坂月曜宵の口（TBSラジオ）
- 野村邦丸のごきげん!二重丸◎（文化放送、2002年10月 - 2005年3月）コーナー番組『おすぎとピーコのすみれ修道院』
- 上柳昌彦 ごごばん!（ニッポン放送、2010年6月28日 - 10月4日）
- 上泉雄一の発信!UWAらじお（MBSラジオ） 月1火曜日
- おすぎとピーコのシスター☆シスター（KBCラジオ）：土曜日（2015年10月 - 2020年3月28日）

### CM
- 公共広告機構（現：ACジャパン）
- リコー「IPSiO G707」（2004年）
- アデランス「イヴファイン、イヴファイン・クイック」
- 映画『アイズ』 - 映画のCMに出演するおすぎのパロディ。
- 大塚ベバレジ「マッチ」(炭酸飲料) - 南明奈と共演。CMでは「10代以外は(MATCHを)飲んじゃダメ」と南が登場するVTRに対して、ピーコが「何で10代しか飲んじゃダメなのよ!?」と言ってMATCHを飲んだ所、逮捕[注 7]されてしまうという内容。
- フジテレビジョン「パリ国立オペラ」（2008年）
- 日本和装「無料きもの着付教室」（2009年）
- イシダ（2012年、おすぎと共演）

## 著書

### 単著
- 『ピーコの乙女チョップ! トレンディ・ブスにならないために』シンコー・ミュージック、1988.11
- 『片目を失って見えてきたもの』サンマーク出版、1999.9、のち文春文庫
- 『ピーコ語録 ホントのことしか言わないわ。』河出書房新社、2006.4
- 『センスを磨く心をみがく』幻冬舎、2007.10、のち文庫
- 『そろそろホントの恋をしなさいよ』 (Sasaeru文庫) 成美堂出版、2007.9
- 『バカな女は20分で飽きる』 (中経の文庫) 中経出版、2008.10
- 『ピーことば ピーコの言葉 ハッピーなオバさんになりたければ、お読みなさいっ!』主婦の友社、2012.11

### 共著
- 『なに考えてるの?ばかネ ピーコとみち子のマニュアル化時代の性のトレンド学』鈴木みち子共著. 梨の木舎、1989.11
- 『I 愛 eye よってたかって目の勉強・7年後』永六輔共編著. 講談社文庫、1996.10
- 『ピーコ伝 ピーコこと杉浦克昭』糸井重里 聞き手. 日経BP社、2001.11、のち文春文庫
- 『おしゃれの絵本 中原淳一ファッションブック』選・文. 平凡社、2003.2
- 『ファッションファッショ』山田詠美共著. 講談社、2003.9、のち文庫
- 『おすぎとピーコのこの映画を見なきゃダメ!!』学習研究社、2005.12
- 『ピーコとサワコ』阿川佐和子共著. 文藝春秋、2005.2、のち文庫
- 『ファッションファッショ マインド編』山田詠美共著. 講談社、2005.9 のち文庫
- 『愛子とピーコの「あの世とこの世」』佐藤愛子共著. 文藝春秋、2008.3
- 『お笑い自民党改憲案』谷口真由美,佐高信共著. 金曜日、2017.5
- （井筒和幸・井上ひさし・香山リカ・姜尚中・木村裕一・黒柳徹子・猿谷要・品川正治・辛酸なめ子・田島征三・中村哲・半藤一利・松本侑子・美輪明宏・森永卓郎・吉永小百合・渡辺えり子）『憲法を変えて戦争に行こう―という世の中にしないための18人の発言』（岩波書店 ［岩波ブックレット］、2005年、ISBN 4-0000-9357-6）

## レコード、CD
LPレコード
- おすぎとピーコ名義でアルバム『ザ・パーティー』（1979年／CBSソニー）を発表。金子マリ & バックスバニーの演奏をバックに二人がひたすらお喋りするショー形式で構成されている。司会を久米宏が務め、大島渚、石井好子、西田敏行、近田春夫、星セント・ルイス、大屋政子、小森和子、稲川淳二、野沢那智、白石冬美、藤竜也、吉行和子、松島トモ子等、当時としても破格の豪華メンバーがゲスト出演した。ジャケットイラストは和田誠が担当。未だCD化はされていない。

シングル
- 『逢いびき』（クラウン）（2004年1月19日）
  - カップリングの『別れの詩』は、アルバム未収録。尚、ジャケット写真はアルバムと同じでタイトル部分が違うだけである。

アルバム
- 『恋は一日のように〜ピーコ シャンソンを歌う』（クラウン）（2004年1月19日）